# Évelyne Baylet
Pour les articles homonymes, voir Baylet.
Évelyne Baylet, dite Évelyne-Jean Baylet, née Isaac le 14 juin 1913 à Batna (Algérie) et morte le 6 novembre 2014 à Toulouse, est une dirigeante d'entreprise et une femme politique française. Présidente du Groupe La Dépêche du Midi de 1959 à 1995, elle est la première femme présidente de conseil général en France, de 1970 à 1982.

## Biographie

### Famille

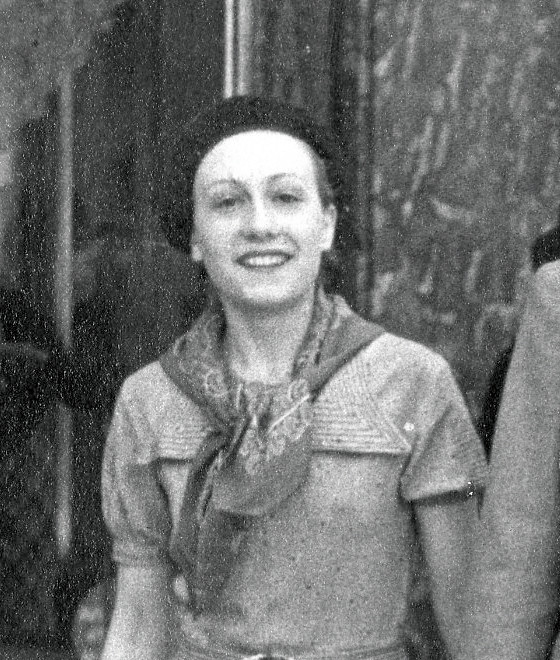
Évelyne Isaac dans les rues d'Alger en 1936.

Née dans une famille originaire d'Alsace, elle est la fille d'une mère institutrice et d'un père ingénieur des mines (d'ascendance juive). Elle a un frère jumeau, Lionel Isaac (1913-1990). Évelyne Isaac suit ses études au lycée de jeunes filles de Constantine et à la faculté d'Alger, où elle côtoie et s'oppose à Albert Camus et dont elle sort licenciée en lettres. Elle est professeur de français, latin et grec dans un collège de jeunes filles de Bône en Algérie de 1937 à 1940.  
En 1936, Évelyne Isaac rencontre à Ax-les-Thermes Jean Baylet, élu radical du Tarn-et-Garonne et directeur en chef de La Dépêche de Toulouse. Elle l'épouse en décembre 1940. Ensemble ils ont trois enfants : Danièle (Malet-Baylet), Jean-Michel et Martine (Baylet). 
En 1939, la guerre éclate. La jeune Évelyne Baylet sera vite impliquée dans les activités clandestines de son mari. Liés au banquier toulousain Courtois de Viçose, consul de Belgique, qui répartissait les réfugiés dans des abris sûrs, leur maison familiale sert de cachette. Évelyne et Jean Baylet font partie de la « filière du Tarn-et-Garonne ». Depuis Toulouse, Évelyne Baylet était envoyée régulièrement à Montauban pour rencontrer le père Peyralade, jésuite très actif dans l'organisation. Elle s'y rendait à bicyclette pour y transmettre les directives. 
En 1943, le nom de Baylet devient trop dangereux à porter. Le directeur régional du Service des questions juives, Joseph Lécussan, mène une enquête sur les possibles origines juives d'Évelyne Isaac, devenue Baylet. Cette dernière doit dès lors se cacher, et changer d'identité, le temps que le dossier prouvant qu'elle est de confession catholique soit constitué et vérifié. Sur ses faux papiers, le couple s'appelle désormais Éliane Bories et Jacques Babe. 
Directrice en son temps du plus puissant journal du Sud-Ouest et accaparée par de nombreuses tâches à accomplir, Évelyne Baylet n'en reste pas moins une femme proche de sa famille : de ses enfants d'abord, dont elle s'occupe tous les matins avant de partir travailler et dont elle s'inquiète des menus du jour, puis par la suite de ses petits-enfants et arrière-petits-enfants. Femme élégante, elle s'accommode de plaisirs simples, s'acheter des robes à Paris lorsqu'elle a du temps libre. Sa plus grande distraction est de passer ses vacances en Grèce, aimant flâner dans le port et acheter elle-même le poisson et les légumes.  

### Carrière professionnelle et parcours politique
Le journal est interdit à la Libération pour avoir publié sous l'Occupation, et ses bureaux mis sous séquestre. En fournissant des preuves de résistance, le couple obtient une ordonnance de non-lieu en 1946. Le 24 octobre 1947, elle se rend à Paris pour récupérer de force les locaux de La Dépêche de Toulouse. La parution du journal reprend le 22 novembre 1947 sous le nouveau titre La Dépêche du Midi.
Quand Jean Baylet meurt dans un accident de voiture en 1959, Évelyne Baylet reprend la direction de l'entreprise. Le 3 juin 1959, elle est nommée présidente-directrice générale de La Dépêche par le conseil d’administration de la société, à la suite d’Albert Sarraut. Dirigeant l'entreprise d'une main de fer, présidant les conférences de rédaction, elle s'entoure de fidèles dès son arrivée, tels Alyette Lasserre, qui devient son incontournable secrétaire de direction, René Mauriès, qu'elle nomme au poste de rédacteur en chef mais aussi Fernand Cousteaux, l’un des responsables éditoriaux du journal ou encore Jacques Delmas, l'assistant de Cousteaux.
En 1960, René Bousquet, apprenant le décès de Jean Baylet, contacte Évelyne Baylet pour lui proposer son aide. Celle-ci accepte, se sentant menacée entre autres par les manœuvres de déstabilisation de Maurice Bourgès-Maunoury, administrateur du journal depuis 1954. René Bousquet siège au conseil d'administration de 1960 à 1971, date à laquelle il demande à ne pas renouveler son mandat. Au sein de La Dépêche du Midi, il « n’occupait aucune fonction directoriale, ni éditoriale, son nom n’apparaissait pas dans l’ours ».
Évelyne Baylet modernise le groupe de presse, qui conserve une ligne éditoriale radicale et antigaulliste. Elle siège au Syndicat de la presse quotidienne régionale, dont elle est vice-présidente jusqu'en 1997.
Parallèlement, se faisant élire à la suite de son défunt époux, elle poursuit également ses mandats politiques de maire et conseiller général (PRRS puis MRG) de Valence d'Agen et de son canton. En 1970, elle est élue présidente du conseil général de Tarn-et-Garonne, devenant la première femme à exercer cette fonction en France. En 1982, non candidate à sa réélection, elle soutient le radical Roger Rignac contre le socialiste Louis-Jean Delmas, qui l’emporte au bénéfice de l’âge alors que tous deux obtiennent le même nombre de voix. Par ailleurs, elle devient aussi vice-présidente du conseil régional de Midi-Pyrénées en 1972 et membre du conseil économique et social en 1974.
Au fil des ans, elle prépare l'implantation de son fils à la tête de l'entreprise familiale et au sein du paysage politique local. Il sera élu à son tour à la mairie de Valence d'Agen en 1977 et à la présidence du conseil général de Tarn-et-Garonne en 1985. Enfin, il devient président-directeur général de La Dépêche en 1995. Par ailleurs, sa fille Danièle Malet-Baylet sera élue sur la liste de Dominique Baudis lors des municipales de 1983 à Toulouse. Les observateurs reprochent à Évelyne Baylet l'utilisation de La Dépêche du Midi pour soutenir la carrière politique des Baylet.
En 2012, à 99 ans, elle abandonne sa dernière fonction, celle de directrice de la publication de La Dépêche du Midi, au profit de son petit-fils. Elle meurt en 2014, à 101 ans.

## Décorations
- Commandeure de la Légion d'honneur[18]
- Officière de l'ordre national du Mérite[18]
- Commandeure de l'ordre des Palmes académiques[18]
- Chevalière de l'ordre du Mérite agricole[18]
- Officier de l'ordre de Léopold (Belgique)

## Mandats et fonctions
- 1959-1977 : maire de Valence d'Agen
- 1959-1985 : conseillère générale du canton de Valence
- 1959-1997 : membre et vice-présidente du Syndicat de la presse quotidienne régionale
- 1970-1982 : présidente du conseil général de Tarn-et-Garonne
- 1972-1985 : vice-présidente du conseil régional de Midi-Pyrénées
- 1974-1979 : membre du Conseil économique et social
- 1974-1985 : présidente de l'Office départemental du tourisme de Tarn-et-Garonne
- 1983-2004 : présidente du Syndicat mixte d’étude et d’aménagement de la Garonne[19]

## Honneurs

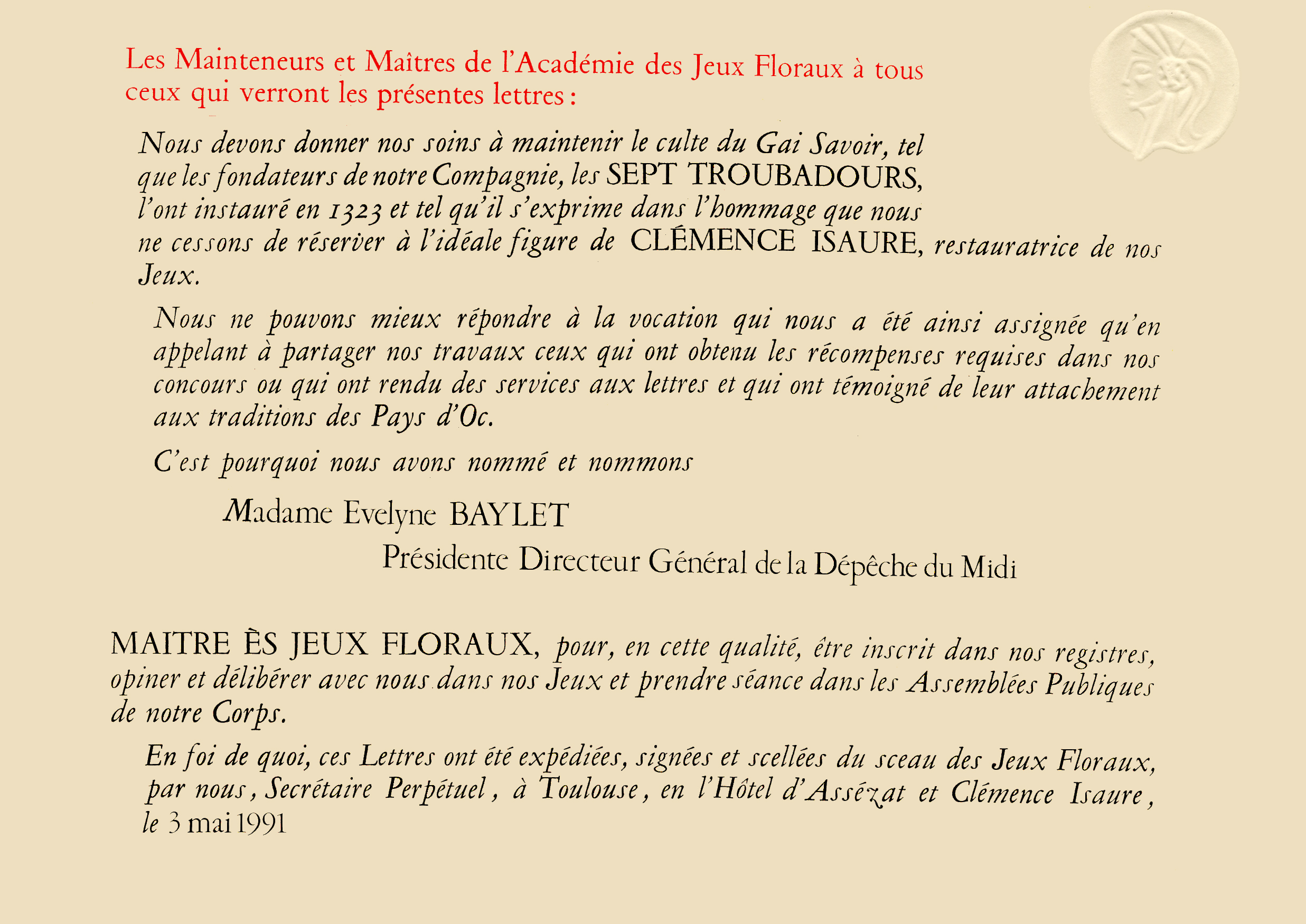

- Les Mainteneurs et Maîtres de l'Académie des Jeux Floraux ont nommé Évelyne Baylet « Maîtres ès Jeux Floraux », pour services rendus aux lettres et témoignage de son attachement aux traditions des Pays d'Oc.
- Médaille d'honneur et de reconnaissance de la Croix-Rouge française.

## Hommages
- Stade Évelyne-Jean-Baylet, stade de rugby à Valence d'Agen
- Rond point Évelyne-Jean Baylet, à Toulouse
- En avril 2024, l’Agence de communication du Groupe Dépêche change de nom. Désormais baptisée « evelyne », ce changement rend hommage à la dirigeante qu’elle fut.

## Dans la fiction
Dans le téléfilm René Bousquet ou le Grand Arrangement (2006) de Laurent Heynemann, elle est jouée par Macha Méril.